# Le Chatelierovo načelo
Le Châtelierovo načelo ali zakon kemijskega ravnotežja, včasih tudi Le Châtelier-Braunovo načelo, je načelo, po katerem se lahko predvidi vpliv spremembe reakcijskih pogojev na kemijsko ravnotežje. Ime je dobilo po Henryu Louisu Le Châtelierju, včasih tudi po Karlu Ferdinandu Braunu, ki ga je odkril neodvisno od Le Châteliera. Princip se glasi:
Če se v uravnoteženem sistemu spremeni koncentracija, temperatura, volumen ali tlak, se bo sistem odzval tako, da se bo vzpostavilo novo ravnotežje.
Načelo ima različna imena, odvisno od discipline, ki ga uporablja. V kemiji se uporablja za manipuliranje z rezultati revezibilnih kemijskih reakcij, pogosto zato, da bi se povečal njihov izkoristek. V farmakologiji lahko ravnotežje po Le Châtelierovem načelu spremeni na primer vezava ligandov na receptorje, kar pojasnjuje različne pojave aktivacije receptorja in desenzibilizacijo.  V ekonomiji pomaga razložiti ravnotežje cen v učinkovitih ekonomskih sistemih.

## Status fizikalnega zakona
Le Chatelierovo načelo opisuje kvalitativno obnašanje sistemov, ko se zaradi trenutnega zunanjega vpliva spremeni eden od parametrov sistema. Sistem se na motnjo odzove tako, da se ji upre oziroma poskuša vsaj deloma omiliti njen vpliv. Čas vzpostavitve novega ravnotežja je odvisen od reakcijskih hitrosti in je pri velikih motnjah in majhnih reakcijskih hitrostih lahko zelo dolg. V nekaterih dinamičnih sistemih se iz velikosti motnje ne da ugotoviti končnega stanja. 

## Kemija

### Vpliv spremembe koncentracije
Povečanje koncentracije kemikalije bo porušilo kemijsko ravnotežje in sprožilo reakcijo, s katero jo bo sistem poskušal zmanjšati, tako da se konstanta ravnotežja ne bo spremenila. Čas, potreben za vzpostavitev novega ravnotežja, je odvisen od velikosti motnje in reakcijskih hitrosti. Načelo se lahko opiše z reverzibilno reakcijo ogljikovega monoksida z vodikom, v kateri nastaja metanol:
CO + 2 H2 ⇌ CH3OH
Konstanta ravnotežja Kc je:
{\displaystyle K_{c}={\frac {[CH_{3}OH]}{[CO][H_{2}]^{2}}}}
Če se v sistemu poveča koncentracija CO, iz Le Chaterlierovega načela sledi, da ostane konstanta ravnotežja nespremenjena samo tako, da se z reakcijo v desno poveča koncentracija metanola (in hkrati zmanjša koncentracija CO). Na podoben način deluje zmanjšanje vsebnosti CO. Sistem se nanjo odzove z reakcijo v levo, s katero poskuša zapolniti nastalo vrzel. V praksi to pomeni, da stalno odstranjevanje metanola iz reakcijske zmesi spodbuja njegovo nastajanje in s tem povečuje donosnost reakcije.

### Vpliv spremembe temperature
Vpliv spremembe temperature na ravnotežje v sistemu postane jasen, če se toploto obravnava kot reaktant ali kot produkt ob predpostavki, da povečanje temperature poveča količino toplote v sistemu. Če je reakcija eksotermna, je ΔHr negativna in toplota je produkt. Če je reakcija endotermna, je ΔHr pozitivna in toplota je reaktant. Zvišanje ali znižanje temperature bo torej na sistem vplivalo popolnoma enako kot zvišanje ali znižanje koncentracije. 
Za zgled naj bo reverzibilna reakcija dušika in vodika, v kateri nastaja amonijak:
N2(g) + 3 H2(g) ⇌ 2 NH3(g);    ΔH = -92 kJ mol−1
Ker je reakcija eksotermna, se jo lahko opiše tudi z enačbo  
N2(g) + 3 H2(g) ⇌ 2 NH3(g) + toplota,
za katero je
{\displaystyle K_{c}={\frac {[NH_{3}]^{2}[toplota]}{[N_{2}][H_{2}]^{3}}}}
Če temperatura naraste, se poveča tudi količina toplote v sistemu. Sistem bo del te toplote porabil za premik ravnotežja v levo, se pravi, da se bo koncentracija amonijaka zmanjšala. Koncentracija amonijaka bi se torej lahko povečala z znižanjem temperature, vendar bi se po drugi strani s tem zmanjšala hitrost reakcije. V Haber-Boschevem procesu za sintezo amonijaka, ki temelji na tej reakciji, ima temperatura kompromisno vrednost, se pravi, da je dovolj visoka, da poteka reakcija z neko razumno hitrostjo, in hkrati dovolj nizka, da vsebnost amonijaka ni premajhna.
V eksotermnih reakcijah zvišanje temperature zmanjša ravnotežno konstanto Kr, medtem ko jo v endotermnih reakcijah poveča. Teoretična osnova za opis odvisnosti ravnotežne konstante od temperature je Van 't Hoffova enačba.

### Vpliv spremembe tlaka
Sprememba tlaka je posledica spremembe volumna sistema. Ravnotežne koncentracije plinastih reaktantov in produktov niso neposredno odvisne od tlaka - ravnotežje v sistemu se poruši zaradi spremembe volumna. 
Za zgled naj bo ponovno reakcija za sintezo amonijaka, v kateri iz štirih molov reaktantov nastaneta dva mola produktov:
N2(g) + 3 H2(g) ⇌ 2 NH3(g);      ΔH = -92 kJ mol−1
4 moli ⇌ 2 mola
Če se volumen sistema spremeni, se spremenijo tudi delni tlaki reaktantov in produktov. V zgornji reakciji bo znižanje tlaka zaradi povečanja volumna pomaknilo ravnotežje reakcije v levo, ker bo sistem znižanje tlaka poskušal omiliti s povečanjem števila molov. Na podoben način deluje zvišanje tlaka, ki je posledica zmanjšanja volumna sistema. Sistem ga bo poskušal zmanjšati tako, da bo zmanjšal število molov.
Zvišanje tlaka zaradi zmanjšanja volumna torej premakne ravnotežje na tisto stran, na kateri je manjše število molov plina, in obratno.

### Vpliv dodatka inertnega plina
Inertni plin, na primer helij , ne reagira niti z reaktanti niti s produkti, zato njegov dodatek ne vpliva na samo reakcijo. Dodatek inertnega plina pri stalnem volumnu poveča tlak v reakcijski posodi, ki kot tak ne vpliva na ravnotežno konstanto, pač pa spremeni delne tlake reaktantov in produktov. Njihova vsota se zmanjša, kar povzroči premik ravnotežja na stran z večjim številom molov. 

### Vpliv katalizatorja
Katalizator ne vpliva niti na položaj ravnotežja niti na sestavo reakcijske zmesi, ampak samo poveča hitrosti reakcij v obe smeri. To pomeni, da se bo pod njegovim vplivom ravnotežje vzpostavilo mnogo hitreje, kot bi se sicer.